# 味鄒尼師今
味鄒尼師今（みすう にしきん、190年?- 284年）は、新羅の第13代の王（在位:262年 - 284年）であり、姓は金氏。金閼智の7世孫であり、父は金仇道葛文王、母は第6代祇摩尼師今の子の伊柒葛文王の娘の述礼夫人。王妃は第11代助賁尼師今の娘の光明夫人。先代の沾解尼師今が子のないままに261年12月28日に死去したため、国人に推挙されて王となった。金氏王統の初代である。『三国史記』新羅本紀・味鄒尼師今紀には分注で味照（尼師今）、『三国遺事』王暦では味炤、未祖、未召、同書の紀異・未鄒王竹葉軍条では未鄒、未祖、未古とも記される。

## 治世
もっぱら百済との戦いが記録に残っているが、いずれも戦勝を収めている。266年8月に烽山城（慶尚北道栄州市）が攻められたが、城主の直宣がこれを敗走させた。この功績を称え、直宣を一吉飡（7等官）に引き立てるとともに、城の兵卒にも褒美を与えた。278年10月に、再び百済が侵入してきて槐谷城（忠清北道槐山郡）を包囲したが、波珍飡（4等官）の正源が撃退した。283年9月にも百済は新羅に攻め入り、10月には槐谷城を包囲したが、一吉飡の良質がよく防いだという。
在位23年にして284年10月に死去した。大陵（別名竹長陵）に埋葬された。『三国遺事』によれば、陵は興輪寺（慶州市）の東にあり、竹葉軍の伝説にちなんで竹現陵ともいう。

## 竹葉軍の伝説
『三国史記』新羅本紀の儒礼尼師今紀や『三国遺事』紀異・未鄒王竹葉軍条には、次のような説話が伝わっている。
儒礼尼師今の14年（297年）、伊西国（慶尚北道清道郡）が攻めてきて首都金城を囲んだとき、新羅では大軍を率いて防戦に努めたが、なかなか退けることができなかった。不意に異形の兵が数え切れないほど現れ、新羅の兵と一緒になって伊西古国の軍を破ることができた。これらの異形の兵は竹の葉の耳飾をつけており、戦いが止むと何処ともなく消え失せてしまった。ある人が竹長陵（味鄒尼師今の陵墓）に竹の葉が数万枚も積み重なっているのを見て、これは味鄒尼師今が幻術による兵を用いて戦を援けてくれたのだ、と考えた。

## 金氏王統の始祖
『三国史記』巻32・祭祀志によれば、第36代の恵恭王の時代に五廟を定めたとあるが、そこには金氏の始祖として味鄒王（尼師今）を位置づけ、三国統一の偉業を為した太宗（武烈王）・文武王とをあわせて代々不変の宗とし、あわせて父景徳王・祖父聖徳王を加えて五廟としたという。王の名が幾通りにも記されそれぞれに音通することは、その伝承が古いことを表しており、また、味鄒の音（및）は「元・本」を意味し、味鄒王の表現は始祖王を表すものと考えられている。金氏の始祖については金閼智、勢漢、味鄒王の諸説（ほかに17代奈勿王とする伝承もある）が古くから平行して存在していたと見られている。（→井上訳注1980 pp.64-65.）